# Mattia Sbragia

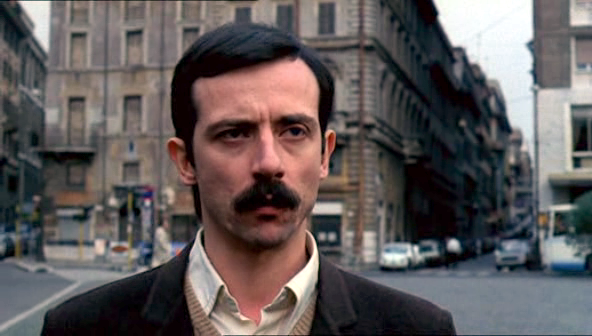
Mattia Sbragia in Die Affäre Aldo Moro (1986)

Mattia Sbragia (* 17. April 1952 in Rom) ist ein italienischer Schauspieler und Synchronsprecher.

## Leben
Mattia Sbragia ist der Sohn von Giancarlo Sbragias und Esmeralda Ruspolis, die beide ebenfalls Schauspieler waren. Sein Debüt gab er 1974 im Film Nipoti miei diletti; von da an spielte er regelmäßig in italienischen Produktionen mit. Seit den 1990er-Jahren erhielt Sbragia auch Rollen in international bekannten Produktionen, wie beispielsweise Der Graf von Monte Christo (1998). 2004 übernahm er die Rolle des Caiphas in Die Passion Christi, ein Priester, der an dem Tod Jesu entscheidend mitwirkte.

## Nominierungen
- 1987: David Award als Bester Nebendarsteller in Die Affäre Aldo Molo
- 2005: Nastro d’Argento als Bester Nebendarsteller in Die Passion Christi (gemeinsam mit Luca Lionelli)

## Filmografie (Auswahl)
- 1974: Nipoti miei diletti
- 1978: Die nackte Bourgeoisie (Ritratto di borghesia in nero)
- 1978: Der tödliche Kreis (Circuito chiuso) (Fernsehfilm)
- 1981: Die Kameliendame (La storia vera della signora dalle camelie)
- 1986: Die Affäre Aldo Moro (Il caso Moro)
- 1986: Cordelli gegen die Mafia (Il tenente dei carabinieri)
- 1986: Grandi magazzini
- 1986: Der Brummbär (Il burbero)
- 1988: Sound (Fernsehfilm)
- 1988: Der Zug (Fernsehfilm) (Lenin: The Train)
- 1989: Eine Geschichte von Männern und Frauen (Storia di ragazzi e di ragazze)
- 1989: Act of Revenge (La puritana)
- 1990: Il sole buio
- 1990: L'avaro
- 1991: Rückkehr eines Toten (Netchaïev est de retour)
- 1991: Die Dame, die im Meer spazierte (La vieille qui marchait dans la mer)
- 1991: Michelangelo – Genie und Leidenschaft (A Season of Giants)
- 1992: Killer Imperium (Gangsters)
- 1993: Stelle di cartone
- 1993: Die Bibel – Abraham (Fernsehfilm)
- 1994: Der Teddybär (L'ours en peluche)
- 1994: Nur für dich (Only You)
- 1996: Il maresciallo Rocca (Fernsehserie)
- 1997: Priester im Einsatz (Fernsehserie)
- 1998: Der Graf von Monte Christo (Le Comte de Monte-Cristo) (Vierteiler)
- 1999: Falcone – Im Fadenkreuz der Mafia (Excellent Cadavers) (Fernsehfilm)
- 1999: Il misterio del cortile (Fernsehfilm)
- 2000: Joseph von Nazareth (Giuseppe di Nazareth) (Fernsehfilm)
- 2000: Canone inverso – making love
- 2000: The Golden Bowl
- 2000: Der Weg des Herzens (Qualcuno da amare) (Fernsehfilm)
- 2001: Senza confini
- 2002: Heaven
- 2003: Sin Eater – Die Seele des Bösen (The Order)
- 2004: Die Passion Christi (The Passion of the Christ)
- 2004: Ocean’s 12 (Ocean’s Twelve)
- 2005: Undercover
- 2007: Peopling the Palaces at Venaria Reale
- 2008: Le sette note del diavolo
- 2008: Sanguepazzo
- 2009: Kommissar Rex
- 2009: L’amore è un giogo
- 2009: L’ultimo ultras
- 2010: Terra Ribelle (Fernsehserie, 3 Episoden)
- 2012: Diaz – Don’t Clean Up This Blood
- 2014: Sein Name war Franziskus
- 2017: Die verborgenen Farben der Dinge (Il colore nascosto delle cose)
- 2018: Loro – Die Verführten (Loro 1)
- 2018: Solo (Fernsehserie, 4 Episoden)
- 2021: Il giudizio
- 2022: Bang Bang Baby (Fernsehserie, 7 Episoden)
- 2022: Tell It Like a Woman
- 2023: Suburræterna (Fernsehserie, 4 Episoden)